# تشوه اليد
تشوه اليد (بالإنجليزية: Hand deformity)‏ هو اضطراب في اليد يمكن أن يكون خلقياً أو مكتسباً. مثال على ذلك هو تشوه ماديلونغ.